# Народный переулок (Ярославль)
Наро́дный переу́лок (бывший Соколовская улица, Холщевников переулок, Губернаторский переулок) — переулок в историческом центре города Ярославля. Лежит между Советской площадью и Волжской набережной. Параллелен Советскому переулку.

## История
С начала XVIII века переулок назывался Соколовской улицей по находившемуся здесь двору владельца кожевенного завода Соколова, с середины XVIII века — Холщевниковым переулком по шелковой мануфактуре купца Холщевникова.
С начала XIX века переулок именуется Губернаторским переулком по дому Губернатора, построенного в 1820-е годы. Однако, ярославцы продолжали называться переулок Холщевниковым.
В апреле 1918 году переулок переименовали в Народный, так как в переулке находился «Дом Народа» (до революции Губернаторский дом), в котором была провозглашена Советская власть в Ярославле.

## Здания
- № 2а — Церковь Николы Надеина
- № 4 — Жилое здание, построенное в 1937 году по проекту И. Н. Дубова[1]
- № 6 — «Дом специалистов», построенный в 1928—1932 годах[2]

На других улицах:
- Волжская набережная, 23 — Бывший губернаторский дом, сейчас — Ярославский художественный музей